# Frederic Rzewski
Frederic Anthony Rzewski (Westfield, 13 de abril de 1938 – 26 de junho de 2021) foi um compositor e pianista norte-americano. Foi aluno de Luigi Dallapiccola e é co-fundador da Musica Elettronica Viva (MEV).
Sua magnum opus é The People United Will Never Be Defeated! (36 variações sobre ¡El pueblo unido jamás será vencido!).
The Road, para piano, é sua obra mais curiosa: a execução dura aproximadamente 8 horas (ou 64 milhas, segundo seu compositor).
Morreu em 26 de junho de 2021, aos 83 anos.